# Lünen
Lünen je město v německé spolkové zemi Severní Porýní-Vestfálsko. Je největším městem zemského okresu Unna ve vládním obvodu Ansberg. Je součástí Regionálního sdružení Vestfálska-Lippe. Město leží po obou březích řeky Lippe na okraji průmyslové oblasti Porúří, severně od velkoměsta Dortmundu. V minulosti se jednalo o hanzovní město, v současnosti je členem sdružení Nová Hanza. V roce 2011 zde žilo přes 85 tisíc obyvatel.

## Historie
Nález několika hrobů Franků a Sasů vypovídá o založení města v období raného středověku. V roce 1018 zde byl postaven první kamenný kostel. V osadě se několikrát sešli také pánové z Vestfálska. Městská práva získal Lünen ve 13. století. Město bylo od tohoto století dlouhou dobou součástí hanzy. V roce 1514 zachvátil město požár, který jej z velké části poškodil. V roce 1609 přešlo město pod správu braniborského kurfiřta Jana Zikmunda Braniborského z rodu Hohenzollernů. Během třicetileté války bylo město několikrát obsazeno a bylo zde poškozeno zdejší městské opevnění. V roce 1719 zde žilo 1238 osob, především rolníků. V roce 1826 zde byly postaveny železárny, což byl první průmyslový podnik v Lünenu. Roku 1875 byla do provozu uvedena železniční trať Dortmund - Enschede. V roce 1928 se po územní reformě stala součástí města obec Brambauer, která je v současnosti jeho městskou částí. Lünen měl status nezávislého svobodného města. Během druhé světové války byla ve městě zničena řada domů. V roce 1968 se součástí města stala obec Niederaden a v roce 1975 do něj byla začleněna obec Altlünen. V 60. a 70. letech bylo ve městě zahájeno několik stavebních projektů. Byla tak vybudována například nová radnice nebo obchodní centrum. Ve městě je tak možno pozorovat historické stavby v kontrastu s moderní architekturou.

## Partnerská města
- Zwolle, Nizozemsko
- Salford, Spojené království
- Kamień Pomorski, Polsko
- Panevėžys, Litva
- Demmin, Meklenbursko-Přední Pomořansko, Německo
- Bartın, Turecko

## Galerie

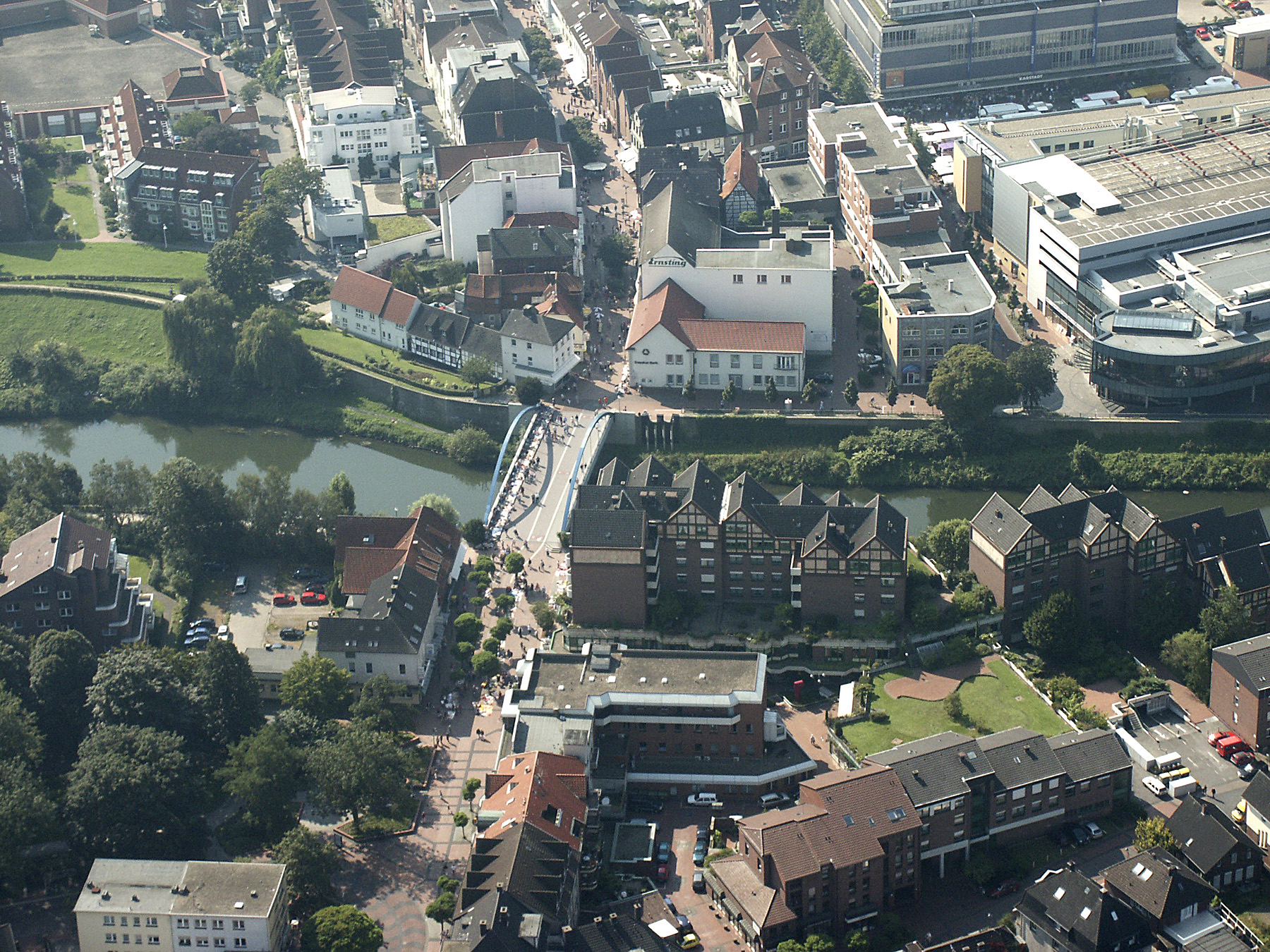
Střed města s mostem přes řeku Lippe
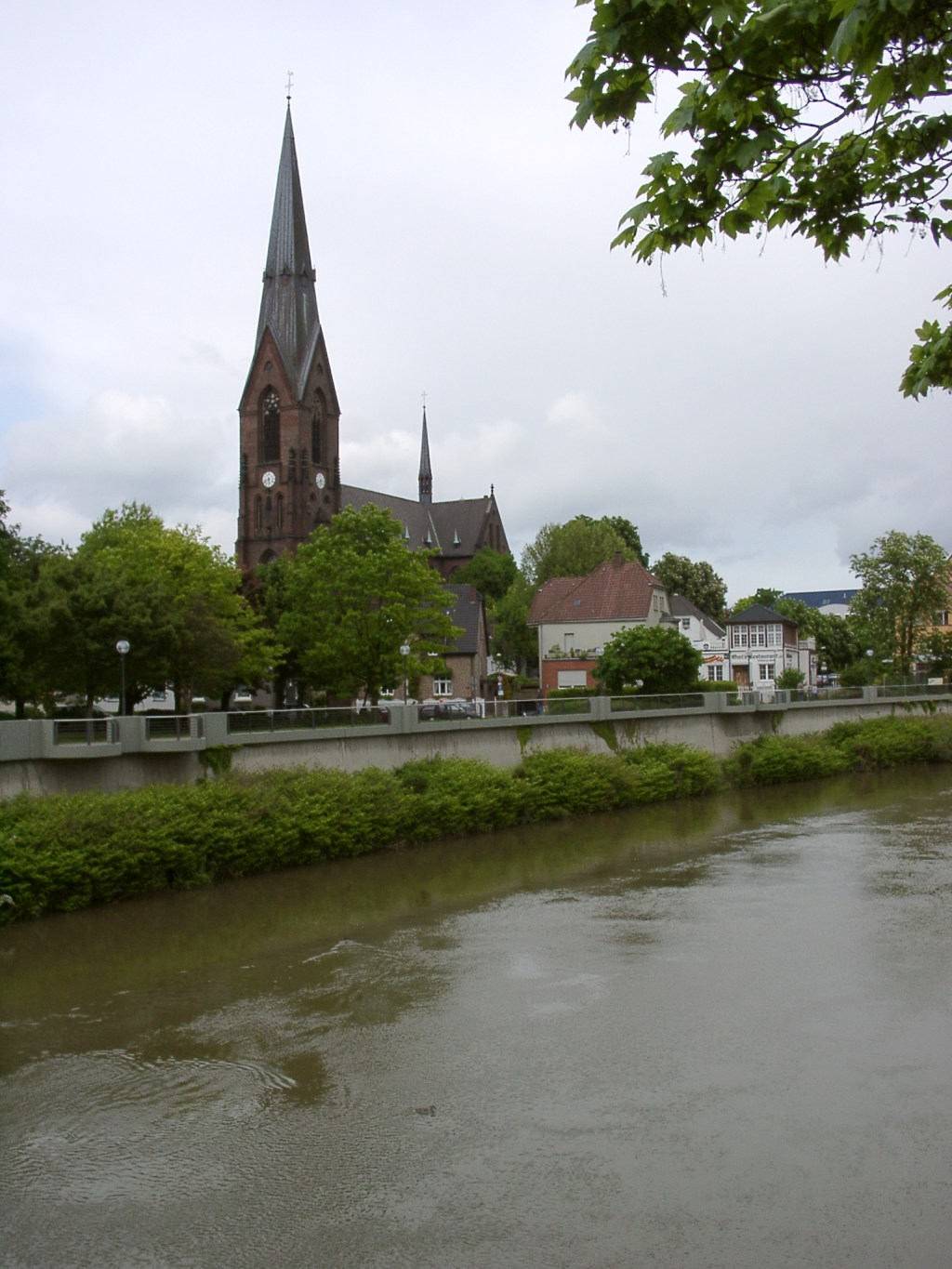
Kostel Panny Marie
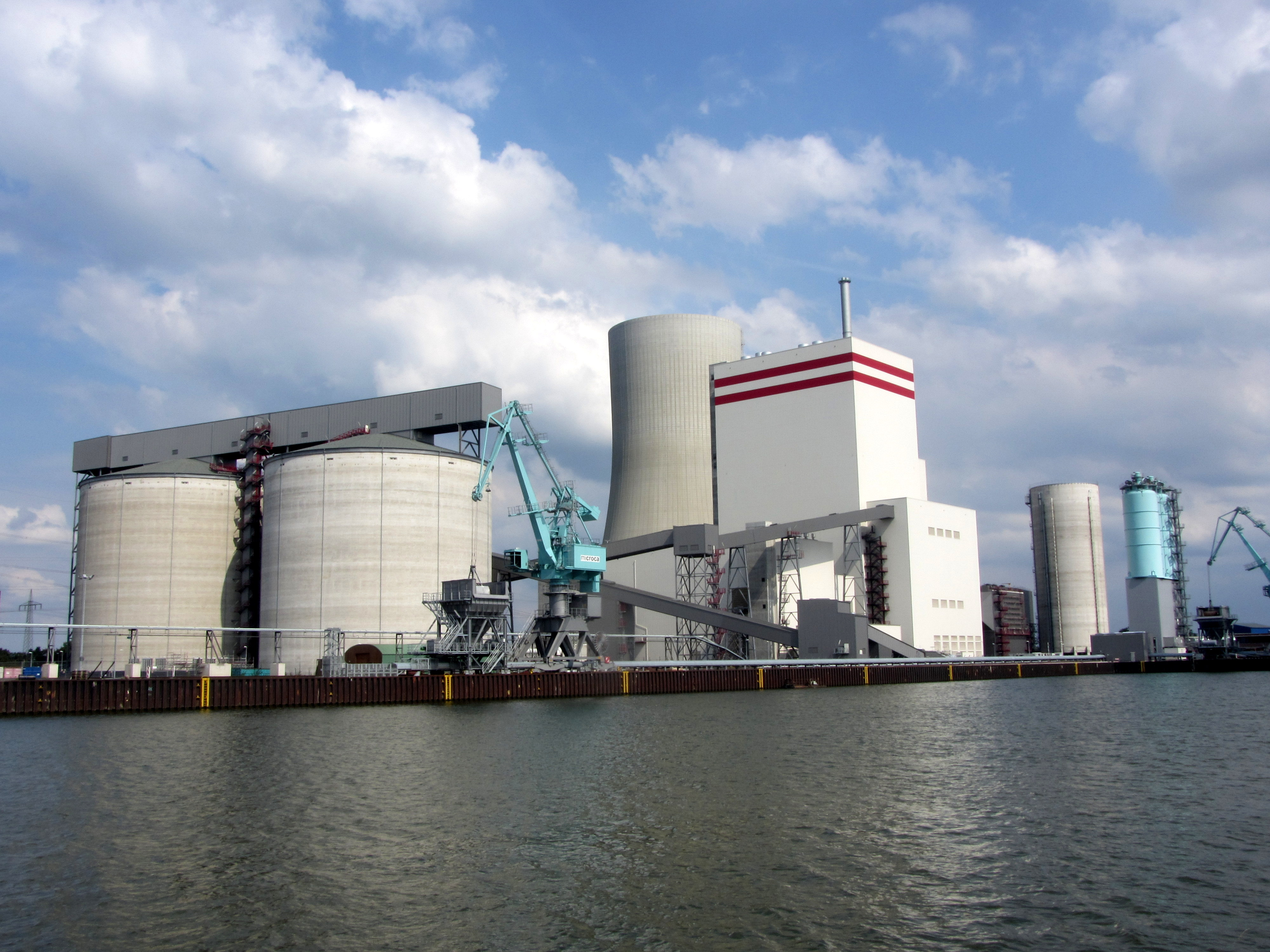
Tepelná elektrárna